# Petra Heile
Petra Heile ist eine ehemalige deutsche Handballspielerin.
1989 stieg Heile mit dem Hamburger Verein TuS Alstertal in die Bundesliga auf. Im September 1989 gehörte sie der bundesdeutschen Auswahl bei der in Nigeria ausgetragenen Weltmeisterschaft der Juniorinnen an. Sie spielte mit Alstertal 1989/90 in der Bundesliga, nach dem Abstieg 1990 trat sie mit dem Verein wieder in der 2. Bundesliga an.